# Československá basketbalová liga 1985/1986
1. basketbalová liga 1985/1986 byla v Československu nejvyšší ligovou basketbalovou soutěží mužů, v ročníku 1. ligy hrálo 10 družstev. Zbrojovka Brno získala 17. titul mistra Československa, NHKG Ostrava skončil na 2. místě a Dukla Olomouc na 3. místě.
Do kvalifikace s vítězi národních lig sestoupilo družstvo na 10. místě - VŠ Praha, z kvalifikace se vrátila zpět do příštího ročníku ligy.
Konečné pořadí:
1. Zbrojovka Brno (mistr Československa 1986) - 2. NHKG Ostrava - 3. Dukla Olomouc - 4. RH Pardubice - 5. Chemosvit Svit - 6. Inter Bratislava - 7. Slávia SVŠT Bratislava - 8. Slávia VŠD Žilina - 9. Sparta Praha - účast v kvalifikaci o 1. ligu: 10. VŠ Praha

## Systém soutěže
Všech deset družstev hrálo dvoukolově každý s každým (zápasy doma - venku), každé družstvo odehrálo 22 zápasů. Po základní části se družstva rozdělila na tři skupiny. První 4 družstva hrála podle pořadí dva turnaje a následovalo play-off na dva vítězné zápasy. Podle pořadí další dvě trojice družstev v jejich místě uspořádaly turnaje. Poslední tým tabulky (10. místo) hrál kvalifikaci s vítězi národních lig.

## Tabulka základní část 1985/1986
| Poř. | Tým                    | Z  | V  | P  | Skóre     | Body | Koneč. pořadí |
| ---- | ---------------------- | -- | -- | -- | --------- | ---- | ------------- |
| 1.   | NHKG Ostrava           | 24 | 20 | 4  | 2110:1939 | 44   | 2. místo      |
| 2.   | Zbrojovka Brno         | 24 | 17 | 7  | 2178:1959 | 41   | 1. místo      |
| 3.   | Dukla Olomouc          | 24 | 12 | 12 | 1961:1957 | 36   | 3. místo      |
| 4.   | RH Pardubice           | 24 | 12 | 12 | 1884:2006 | 36   | 4. místo      |
|      |                        |    |    |    |           |      |               |
| 5.   | Chemosvit Svit         | 24 | 14 | 10 | 2090:2046 | 38   |               |
| 6.   | Inter Bratislava       | 24 | 12 | 12 | 2119:2083 | 36   |               |
| 7.   | Slávia SVŠT Bratislava | 24 | 7  | 17 | 1999:2132 | 31   |               |
|      |                        |    |    |    |           |      |               |
| 8.   | Slávia VŠD Žilina      | 24 | 11 | 13 | 2044:2055 | 35   |               |
| 9.   | Sparta Praha           | 24 | 9  | 15 | 1968:2097 | 33   |               |
| 10.  | VŠ Praha               | 24 | 6  | 18 | 1998:2077 | 30   |               |

## Play off 1985/1986
- Semifinále:
  - NHKG Ostrava - RH Pardubice 2:1 (67:70, 88:68, 75:73)
  - Zbrojovka Brno - Dukla Olomouc 2:1 (64:61,71:96, 96:59)
- o 3. místo: Dukla Olomouc - RH Pardubice 2:0 (93:71, 70:61)
- Finále: NHKG Ostrava - Zbrojovka Brno 1:2 (73:70,78:81, 83:98)

## Sestavy (hráči, trenéři) 1985/1986
- Zbrojovka Brno: Vlastimil Havlík, Kamil Brabenec, Leoš Krejčí, Josef Jelínek, Martin Šibal,Luděk Lupač,Martin Hanáček, František Jimramovský, Pavel Harásek, Pavel Svobodník, Vladimír Ondroušek, Jan Huss, Ivo Zemek, Milan Majer. Trenér Zdeněk Bobrovský.
- NHKG Ostrava: Zdeněk Böhm, Gerald Dietl, Vojtěch Petr, Martin Brázda, Dušan Medvecký, Kamil Novák, Kováŕ, Kocian, Pršala, Wrobel, J. Böhm, Fajta, Neuwirth. Trenér Zdeněk Hummel
- Dukla Olomouc: Jiří Okáč, Stanislav Votroubek, Pavel Pekárek, Josef Šťastný, Hájek, Váňa, S. Petr, M. Svoboda, V. Krejčí, Kofroň, Musil, Antal, Voskár, Jakovlev. Tréner V. Dzurilla
- RH Pardubice: Oto Matický, Juraj Žuffa, Jiří Jandák, Jaroslav Kantůrek, Miloš Kulich, Karel Forejt, Černický, Burgr, Zikuda, Vaněček, Bacík, Kolář, Voltner, Wolf, Slawisch. Trenér Jan Skokan
- Chemosvit Svit: Jaroslav Skála, Gustáv Hraška, Igor Vraniak, Miloš Pažický, Beránek, Žídek, Peter Steinhauser, Bule, Vraniak, Míčka, Ivan, Kukla, Majerčák, Steltenpohl. Trenér Rudolf Vraniak
- Inter Bratislava: P. Jančura, T. Michalík, Kristiník, Kubrický, Kratochvíl, Ďurček, Dorazil, Koreň, Pochabá, Longauer, Stanček, Procházka. Trenér Miroslav Rehák
- Slávia SVŠT Bratislava: Dušan Lukášik, Považanec, Jašš, Orgler, Halahija, Hajduk, Prokopčák, Uberal, Patsch, Mikuláš, Vaškovič, Doležaj, Sagula, Krátky, Černoušek, Šašváry. Trenér Rudolf Stanček
- Slávia VŠD Žilina: Mašura, Jonáš, L. Hrnčiar, Cieslar, Kňaze, I. Jančura, Topolský, Bystroň, Konečný, Nerad, L. Vilner, M. Hrnčiar, Šplíchal, Rybár, Brokeš, Galatík. Trenér B. Iljaško
- Sparta Praha: Vladimír Vyoral, Michal Ježdík, Zdeněk Douša, Libor Vyoral, Adolf Bláha, Ivan Beneš, Petr Řihák, Jiří Brůha, J. Žákovec, M. Bakajsa, M. Kučera, R. Daneš, J. Licehamr. Trenér Lubor Blažek
- VŠ Praha: Vladimír Ptáček, Vlastibor Klimeš, Štybnar, Bříza, P. Hartig, Jiří Šťastný, Marko, Dvořák, Matušú, V.Raška, Vilda, Šedivý. Trenér Jiří Zídek

## Zajímavosti
- Inter Bratislava v Poháru evropských mistrů 1985/86 hrála 2 zápasů (0-2, 167-229): vyřazena v 1. kole od BC Žalgiris Kaunas, Litva (97-123, 70-106).
- Chemosvit Svit v Poháru vítězů pohárů 1985/86 hrála 4 zápasy (1-3, 326-357), v osmifinále vyřazena od Stade Francais BC Paříž, Francie (80-84, 71-103).
- Vítězem ankety Basketbalista roku 1985 byl Stanislav Kropilák.
- „All Stars“ československé basketbalové ligy - nejlepší pětka hráčů basketbalové sezóny 1985/86: Vlastimil Havlík, Kamil Brabenec, Oto Matický, Leoš Krejčí, Jaroslav Skála.